# Monanthotaxis valida
Monanthotaxis valida (Diels) Verdc. – gatunek rośliny z rodziny flaszowcowatych (Annonaceae Juss.). Występuje endemicznie w środkowej i zachodniej części Madagaskaru. 

## Morfologia
PokrójZimozielony krzew lub zdrewniałe liany.
LiścieMają równowąsko eliptyczny kształt. Mierzą 2,5–7,5 cm długości oraz 1,5–2,5 cm szerokości. Są owłosione od spodu. Nasada liścia jest zaokrąglona lub sercowata. Blaszka liściowa jest lekko zawinięta na brzegach, o tępym wierzchołku. Ogonek liściowy jest owłosiony i dorasta do 3–5 mm długości.
OwocePojedyncze mają jajowaty kształt, zebrane po 6–8 w owoc zbiorowy. Są osadzone na szypułkach. Osiągają 15 mm długości i 8 mm szerokości.

## Biologia i ekologia
Rośnie w wilgotnych lasach. 

## Zmienność
W obrębie tego gatunku wyróżniono jedną formę:
- Monanthotaxis valida f. parvifolia (Cavaco & Keraudren) Verdc.